# Supercoppa italiana 2011 (pallamano maschile)
La Supercoppa italiana 2011 è stata la 6ª edizione del torneo di pallamano riservato alle squadre vincitrici, l'anno precedente, la Serie A Élite e la Coppa Italia.
Esso è stato organizzato dalla FIGH, la federazione italiana di pallamano.
Il torneo è stato vinto dal Conversano per la 3ª volta nella sua storia.

## Squadre qualificate
| Squadre    | Qualificazione               | Partecipazioni precedenti (il grassetto indica la vittoria) |
| ---------- | ---------------------------- | ----------------------------------------------------------- |
| Conversano | Vincitore del campionato     | 2 (2006, 2009)                                              |
| Noci       | Finalista della Coppa Italia | Debuttante                                                  |

## Finale
| Campione d'Italia | Detentore Coppa Italia | Risultato                    |
| ----------------- | ---------------------- | ---------------------------- |
| Conversano        | Noci                   | Conversano, 3 settembre 2011 |
| Conversano        | Noci                   | 30 - 22                      |

| Arbitri: | Cosenza Schiavone |

|                                                                               |           |                                                                                      |
| Di Leo 11 Fantasia 4 Querín 4 Tarafino 4 D'Alessandro 2 Rađenović 2 Gentile 1 | Marcatori | Hojnik 5 Carrara 4 Costanzo 4 Doldán 3 Tumbarello 2 Viscovich 2 Laera 1 Tseliapneu 1 |

## Campioni
| Vincitore della Supercoppa italiana 2011-2012 |
| --------------------------------------------- |
| Handball Club Conversano 3º titolo            |